# Oumar Kalabane
Oumar Kalabane (* 8. April 1981 in Conakry) ist ein ehemaliger Fußballspieler aus Guinea.

## Verein
Seine Profikarriere begann er von 2000 bis 2005 beim Club ES Sahel. Anschließend wechselte er zum französischen Erstligisten AJ Auxerre. Von 2007 bis 2011 stand er in Diensten von Manisaspor. Dann folgte eine Saison bei al-Dhafra in den VAE. Nach zwei Jahren unter Vertrag beim FK Qəbələ beendete er dort 2014 seine aktive Karriere.

## Nationalmannschaft
Von 2000 bis 2013 bestritt Kalabane 47 Länderspiele für die guineische Nationalmannschaft, in denen er vier Tore erzielen konnte.